# Ravne pri Mlinšah
Ravne pri Mlinšah este o localitate din comuna Zagorje ob Savi, Slovenia, cu o populație de 29 de locuitori.